# Notre-Dame-des-Landes
Notre-Dame-des-Landes là một xã thuộc tỉnh Loire-Atlantique, trong vùng Pays de la Loire ở phía tây nước Pháp. Xã này nằm ở khu vực có độ cao từ 29-82 mét trên mực nước biển. Theo điều tra dân số năm 2006 của INSEE, xã có dân số 1839 người.
Thị trấn này là nơi được chọn xây sân bay Grand Ouest, thay thế sân bay Nantes Atlantique. Dự án có tổng mức 580 triệu euro đã được duyệt tháng 2 năm 2008, sẽ khởi công xây dựng năm 2012 và hoàn thành năm 2015.